# MHDYS
MHDYS (vocalizado por los historiadores como Mehadeyis) fue un rey del Reino de Aksum alrededor del año 360 d. C. Su reinado es conocido principalmente a través de las monedas que se acuñaron durante su mandato, las cuales reflejan aspectos importantes de su gobierno y sus inclinaciones religiosas.
Durante su reinado, MHDYS restableció el Ge'ez como el idioma oficial en todas las monedas axumitas, una decisión significativa que reafirmó el uso de la lengua local en las comunicaciones oficiales y comerciales del reino. El historiador Stuart Munro-Hay destaca que una de las inscripciones en las monedas de bronce de MHDYS, "bzmsql tmw" ("Con esta cruz conquistarás"), es una adaptación del célebre lema del emperador Constantino el Grande, "In hoc signo vinces" ("Con este signo conquistarás"). Esta adaptación evidencia la influencia del cristianismo y el legado de Constantino en la simbología de Axum.
Las monedas de MHDYS también representan un período de continuidad en la cristianización de Axum, un proceso iniciado por su predecesor Ezana, quien fue el primer rey de Axum en adoptar oficialmente el cristianismo. La inscripción en las monedas de MHDYS sugiere que este monarca buscaba consolidar la identidad cristiana del reino y alinear su gobierno con el símbolo de la cruz, reflejando la influencia cristiana en el poder y en la vida pública de Axum.